# Naberius
Naberius – w tradycji okultystycznej, dwudziesty czwarty duch Goecji. Znany jest również pod imionami Cerberus, Cerbere, Naberus i Nebiros. By go przywołać i podporządkować, potrzebna jest jego pieczęć, która według Goecji powinna być zrobiona ze srebra. 
Jest on najodważniejszym markizem piekła, marszałkiem polnym i generalnym inspektorem wojsk piekielnych. Jest jednym z dowódców nekromantów. Rozporządza 19 legionami duchów.
Obdarza ludzi elokwencją we wszystkich sztukach i naukach, a przede wszystkim w retoryce. Dodaje słodyczy do charakteru. Naucza sztuk wyzwolonych, właściwości metali, roślin oraz zwierząt. 
Ukazuje się pod postacią czarnego żurawia albo kruka, krążącego wokół okręgu. Używa chrapliwego głosu.